# Grave (filme)
Grave (também conhecido como Raw) é um filme de mistério franco-belga de 2016 dirigido e escrito por Julia Ducournau. Estrelado por Garance Marillier, estreou primeiramente no Festival de Cannes 2016 e, em seguida, na França em 15 de março de 2017.

## Elenco
- Garance Marillier - Justine
- Ella Rumpf - Alexia
- Rabah Naït Oufella - Adrien
- Laurent Lucas - pai
- Joana Preiss - mãe
- Bouli Lanners - motorista
- Marion Vernoux - enfermeira
- Jean-Louis Sbille - professor